# Ljoebov Sjarmaj
Ljoebov Georgievna Sjarmaj (Russisch: Любовь Георгиевна Шармай; geboortenaam: Гончарова; Gontsjarova) (Moskou, 15 april 1956), is een voormalig basketbalspeelster die uitkwam voor het nationale team van de Sovjet-Unie. Ze werd Meester in de sport van de Sovjet Unie in 1980.

## Carrière
Sjarmaj begon haar carrière bij Serp i Molot Moskou, Hamer en sikkel, in 1973. In 1974 ging ze voor CSKA Moskou spelen. Ze won met CSKA het landskampioenschap van de Sovjet-Unie in 1985. Sjarmaj werd ook Bekerwinnaar van de Sovjet-Unie in 1978. Ook won Sjarmaj één keer de Ronchetti Cup. In 1985 won ze in de finale van SISV Bata Viterbo uit Italië met 76-64.
Met het nationale team van de Sovjet-Unie won Sjarmaj goud op de Olympische Spelen in 1980 en twee gouden medailles op het Europees Kampioenschap in 1985, 1989.

## Erelijst
- Landskampioen Sovjet-Unie: 1
  - Winnaar: 1985
- Bekerwinnaar Sovjet-Unie: 1
  - Winnaar: 1978
- Ronchetti Cup: 1
  - Winnaar: 1985
- Olympische Spelen: 1
  - Goud: 1980
- Europees Kampioenschap: 2
  - Goud: 1978, 1980